# 버트 배커랙

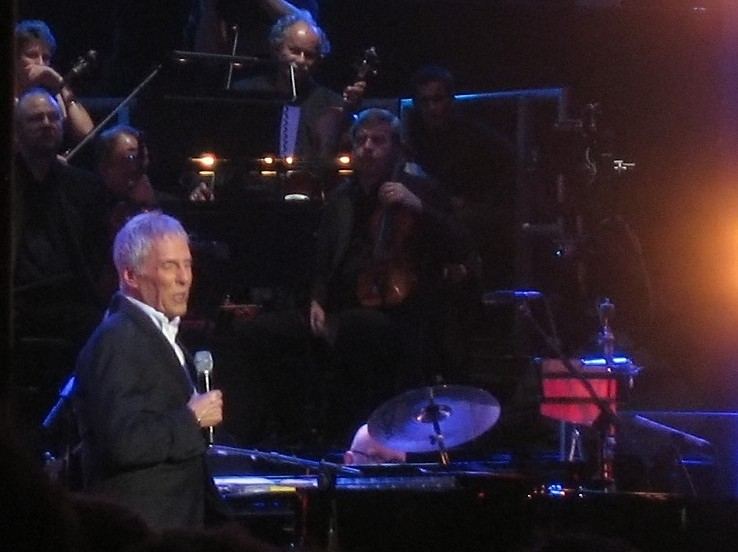
버트 배커랙(2008년)

버트 배커랙(Burt Freeman Bacharach, 1928년 5월 12일~2023년 2월 8일)은 미국의 피아니스트, 작곡가, 음악 프로듀서이다. 그는 20세기 대중음악의 가장 중요하고 영향력 있는 인물 중 한 명으로 널리 알려져 있다. 1950년대부터 그는 작사가 핼 데이비드(Hal David)와 공동으로 수백 곡의 팝송을 작곡했다. 배커랙의 음악은 그의 재즈 배경에 영향을 받은 특이한 코드 진행과 박자표 변화, 소규모 오케스트라를 위한 흔하지 않은 악기 선택이 특징이다. 그는 자신이 녹음한 결과물의 대부분을 편곡, 지휘, 제작했다.

## 음반 목록

### 사운드트랙
- 고양이 (1965)
- 폭스를 잡아라 (1966)
- 007 카지노 로얄 (1967)
- 내일을 향해 쏴라 (1969)
- 잃어버린 지평선 (1973)
- 미스터 아더 (1981)
- 뉴욕의 사랑 (1982)

### 무대 공연
- 마를레네 디트리히 (1968) - 콘서트 편곡, 지휘

## 영상 출연

### 영화
- 오스틴 파워: 제로 (1997) - 본인 역
- 오스틴 파워 (1999)
- 오스틴 파워: 골드멤버 (2002)

### 텔레비전
- 못말리는 유모 (1996)
- 닙턱 (2006) - 본인 역